# Торпедные крейсера типа «Гуанъи»
Крейсера типа «Гуанъи»  — серия  минных или торпедных крейсеров военно-морских сил императорского Китая. Принимали активное участие в  первой японо-китайской войне.

## Представители
«Гуанъи» (Kuang Yi) — головной корабль серии. Заложен на мавэйских верфях близ Фучжоу в 1889 г. Спущен на воду в 1890, введен в строй в 1891 г.
«Гуанбин» (Kuang Ping) и «Гуандин» (Kuang Ting). Заложены одновременно в Фучжоу в 1890 г. Спущены на воду в 1891 г. Введены в строй в 1893 г.

## Описание конструкции и оценка проекта
Минные крейсера типа «Гуанъи» продолжали серию легких патрульных кораблей, строившихся в Фучжоу для южной Гуанчжоуской эскадры, и представляли собой развитие проекта более раннего композитного минного крейсера «Гуанцзя». По докладу видевшего их капитана русского крейсера «Адмирал Нахимов», китайские минные крейсера строились «по английским чертежам». Судовые механизмы и оборудование, а также артиллерия были импортированы из Великобритании
Водоизмещение — 1100 тонн (у «Гуанцзя» — 1278 тонн). Двигательная установка в 3 тыс. л. с. (против 2,4 тыс. у «Гуанцзя»), что позволяло развивать максимальную скорость в 17 узлов, запас угля — 150 тонн. Вытянутый железный корпус с прямой гладкой палубой, над которой возвышались высокая надстройка с рубкой и мостиком в передней части, одна труба и три легкие мачты. Главной защитой корабля являлась броневая палуба дюймовой толщины. Вертикальное бронирование ограничивалось рубкой (2-дюймовая броня) и орудийными щитами.
Основное артиллерийское вооружение составляли три 152 мм. орудия Круппа, однако перед самой войной корабли серии прошли перевооружение - вместо орудий Круппа были установлены по 3 скорострельных 120-мм орудия, изготовленных в арсенале Цзянсу: два в районе полубака, на спонсонах, по одному на каждый борт, ещё одно орудие — в кормовой части. Вспомогательное вооружение: четыре 47-миллиметровых и четыре 37-миллиметровых орудия. Вопрос о минно-торпедном вооружении остается открытым: декларируемые четыре торпедных аппарата (вместо двух у предшествующего «Гуанцзя»), по данным китайского историка флота Чэн Юэ, могли быть установлены только на "Гуанбин", после боя у Ялу.
Крейсера типа «Гуанъи» можно признать очевидным успехом молодого китайского кораблестроения. Разумеется, малые крейсера типа «Гуанъи» не могли противостоять гораздо более крупным сильным и быстроходным  бронепалубным крейсерам 2-го ранга, которые составляли основную ударную мощь японского флота, но как легкие корабли патрульно-дозорной и посыльной службы они вполне соответствовали своему времени и не уступали строившимся в Японии однотипным  авизо (например, безбронному крейсеру «Такао»). Собственно как минный крейсер, то есть корабль предназначенный для действий против  миноносцев, использовать слишком тяжелый и тихоходный для этого класса судов «Гуанъи» было бы невозможно. Впрочем, из-за быстрого роста скорости миноносцев бесперспективным оказался весь класс минных крейсеров и торпедных канонерок.

## Служба

Схема крейсера типа «Гуанъи»

Весной 1894 г. в связи с угрозой войны с Японией минные крейсера «Гуанъи» и «Гуанбин»  вместе с композитным авизо «Гуанцзя» были направлены из Гуанчжоу на север Китая для участия в маневрах Бэйянской эскадры военно-морских сил Китая под командованием адмирала Дин Жучана. и в дальнейшем включены в её состав. В июле того же года «Гуанъи» вместе с бронепалубным крейсером «Цзиюань» был направлен для сопровождения транспортов с китайскими войсками в корейский порт Асан.
25 июля 1894 г. с  неожиданного нападения  на китайские корабли у Асана началась японо-китайская война. При выходе ранним утром из бухты навстречу очередному прибывающему транспорту «Цзиюань» и «Гуанъи» были встречены тремя намного более сильными бронепалубными крейсерами японского «Летучего отряда» контр-адмирала К. Цубои. Хотя война ещё не была объявлена и старший командир идущего впереди «Цзиюань» Фан Боцянь не давал распоряжений о приведении кораблей в боеготовность, командир «Гуанъи» Линь Госян немедленно приказал пробить боевую тревогу. Когда японский крейсер  «Нанива»  (командир —  Х. Того ) внезапно обрушил на «Цзиюань» шквальный огонь, нанеся первыми же залпами тяжелые повреждения, «Гуанъи» сам смело атаковал «Наниву», что отвлекло японцев от «Цзиюаня» и дало ему возможность починить поврежденное рулевое управление.
«Цзиюань», преследуемый флагманским крейсером адмирала Цубои «Ёсино» («Иосино»)  стал прорываться в открытое море, а «Гуанъи» пошел вдоль берега, ведя бой с «Нанивой», а затем и присоединившейся к ней «Акицусимой» (командир —  Х. Камимура ). В ходе неравного боя китайский минный крейсер потерял 31 человека убитыми и больше 40 ранеными, корпус был пробит во многих местах, открылась сильная течь, к тому же подходили к концу снаряды. Линь Госян посадил «Гуанъи» на скалы, команда, подорвав машину, покинула корабль и добралась до берега. Через некоторое время подошедшая «Акицусима» довершила уничтожение застрявшего на скалах «Гуанъи». «Цзиюаню» удалось уйти в Вэйхайвэй, но в тот же день японцы потопили транспорт «Гаошэн» с 1100 китайских солдатами и вынудили сдаться авизо «Цаоцзян».

Японская зарисовка крейсера «Гуанъи»

В сентябре того же года минный крейсер «Гуанбин» участвовал в походе сопровождавшей войсковые транспорты Бэйянской эскадры к устью р. Ялу. Благодаря небольшой осадке «Гуанбин» смог, прикрывая высадку, войти непосредственно в устье реки, где встал на якорь вместе с ренделовскими канонерками, миноносцами и малым броненосным крейсером «Пинъюань». На следующий день 17 сентября 1895 г. «Гуанбин» принял участие в решающем морском сражении войны —  битве при Ялу. Затратив время на выход из реки вместе с «Пинъюанем» и двумя миноносцами, «Гуанбин» опоздал к началу битвы.
При подходе к месту сражения минный крейсер атаковал пытавшийся выйти из боя поврежденный японский штабной пароход «Сайкё-мару». «Гуанбин» обстрелял «Сайкё», добившись 4 попаданий из 120-мм орудий, но затем ушел вместе с «Пинъюанем» на соединение с другими китайскими крейсерами, предоставив добивать пароход миноносцам. Из всех участвовавших в битве китайских кораблей «Гуанбин» пострадал меньше всех, среди его команды не было убитых и всего 2 человека получили ранения.

Оставаясь в составе Бэйянской эскадры «Гуанбин» был вместе с ней заблокирован в начале 1895 г. в бухте Вэйхайвэя. Участвовал в обстрелах японских войск, нес дозорную службу. Командир "Гуанбина" Чэн Бигуана был выбран Дин Жучаном для передачи японскому командованию согласия на капитуляцию. На одной из канонерских лодок эскадры Чэн Бигуан прибыл на встречу с Ито Сукэюки и передал письмо Дин Жучана. Затем "Гуанбин" вместе со всеми уцелевшими кораблями Бэйянского флота был передан японцам. 

Крейсер «Кохэй» (бывш. «Гуанбин»)

Через некоторое время японскому адмиралу Ито было передано письмо от губернатора китайской провинции Гуандун, в котором он просил о возвращении минного крейсера Гуанчжоуской эскадры на основании, что Гуанчжоу не участвует в войне (пример фактического распада Китая в кон. XIX в. на отдельные провинции). Губернатор давал обязательства, что его корабль больше не примет никакого участия в военных действиях и даже соглашался, что японцы снимут с него вооружение.. 
Японцы, разумеется, оставили трофейный корабль у себя. Как и другие трофейные китайские корабли, «Гуанбин» сохранил своё старое название, которое по-японски произносилось как «Кохэй» и включен в состав японского флота, но служил в нем лишь короткое время. В декабре 1895 г. «Кохэй» потерпел кораблекрушение вблизи порта Магун на оккупированных Японией островах Пэнху и затонул. Последний минный крейсер серии «Гуандин» служил в Гуанчжоуской эскадре до 1914 г., после чего был списан.